# God zij met ons Suriname

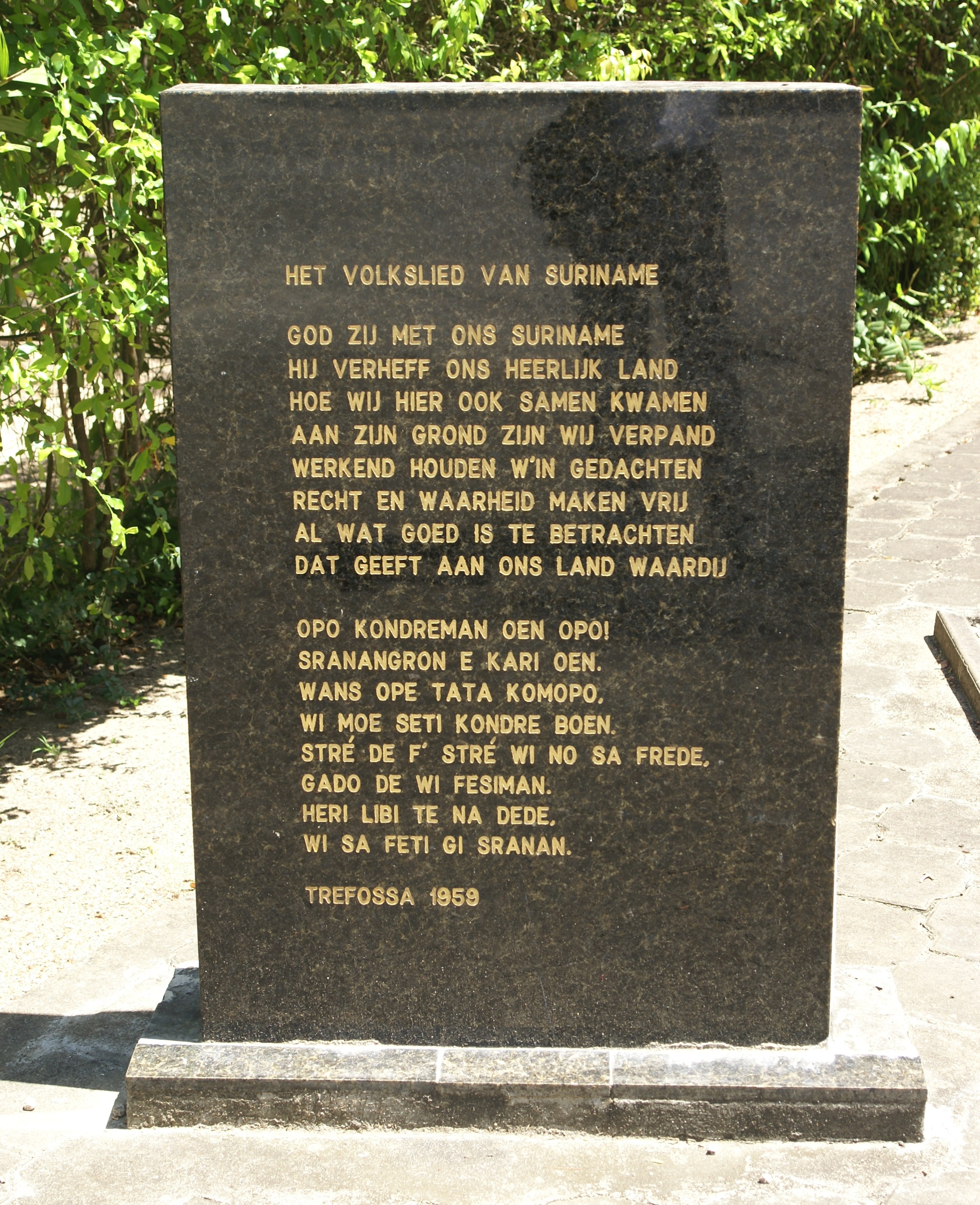
Het Surinaamse volkslied gegraveerd op het monument voor Trefossa (De Ziel) uit 2012

Opo Kondre Man (Nederlands: God zij met ons Suriname) is het volkslied van Suriname. De tekst werd in 1959 officieel vastgesteld door de Staten van Suriname (het toenmalige parlement) en bestaat uit een couplet in het Nederlands en een couplet in het Sranantongo. Het Nederlandse couplet wordt als eerst gezongen, gevolgd door het Surinaamse couplet. 
De tekst van het tweede couplet werd geschreven door de dichter Trefossa, pseudoniem van Henny de Ziel (1916-1975). Deze had de opdracht daartoe gekregen van de ministerraad van het toenmalige Nederlandse rijksdeel, in de persoon van minister Frank Essed. Hij heeft echter twee regels opgenomen uit de eerder geschreven tekst van J.A.G. Koenders ('Papa' Koenders).
De tekst van het eerste couplet is een bewerking van een couplet van het toen in gebruik zijnde onofficiële Surinaamse volkslied Suriname's trotsche stroomen, in 1893 als zondagsschoollied geschreven door de Lutherse predikant Cornelis Atses Hoekstra. De Ziel vond de tekst te negatief en wijzigde vijf van de acht regels. In zijn voorgestelde bewerking luidde de vijfde regel 'Strijdend houden wij in gedachten', een verwijzing naar de geschiedenis van de slavenemancipatie in Suriname. In de officiële versie, die in 1959 werd vastgesteld, is het echter gewijzigd in 'Werkend...'.
De gebruikte melodie is in 1876 gecomponeerd door Johannes Corstianus de Puy (1835 - 1924). Voor de nieuwe, officiële versie koos De Ziel aanvankelijk de compositie 'Welkom' van Johannes Nicolaas Helstone (1853-1927), maar die werd afgewezen door de Staten.

## Tekst
Nederlands (couplet 1): 
God zij met ons Suriname,
Hij verheff'ons heerlijk land,
Hoe wij hier ook samen kwamen,
Aan zijn grond zijn wij verpand,
Werkend houden w'in gedachten,
Recht en waarheid maken vrij,
Al wat goed is te betrachten,
Dat geeft aan ons land waardij.
Sranantongo (couplet 2):
Opo kondreman un' opo!
Sranangron e kari un,
Wans' ope tata komopo,
Wi mu' seti kondre bun,
Strey de f' strey,
Wi no sa frede,
Gado de wi fesiman,
Eri libi te na dede,
Wi sa feti gi Sranan.